# 나는 매국노
"나는 매국노"(I Am A Traitor)는 한국에서 제작된 임원식 감독의 1966년 액션 영화이다. 박노식 등이 주연으로 출연하였고 신상옥 등이 제작에 참여하였다.

## 출연

### 주연
- 박노식
- 최은희
- 정란
- 박암

### 조연
- 김경애

## 기타
- 조명: 마용천
- 미술: 정우택